# 潜山市
潜山市在中国安徽省西南部、皖河上游，是安庆市下辖的一个县级市。区人民政府駐梅城镇潜阳路370号。区域总面积为1,687.97平方公里。

## 历史沿革
周朝时，为皖国所辖、皖国都城就在今潜山县城。东汉献帝初平末年（193年），庐江太守陆康为远避战乱，将庐江郡治迁至皖县城。此后，袁、曹、孙三家交替据有此地，皖城遂成为兵争的重镇。唐时，潜山县曾为舒州治所。明洪武元年，置潜山县迄今，首任潜山知县张江，设县治于潜山县城。
2018年8月，经国务院批准撤销潜山县，设立县级潜山市，以原潜山县的行政区域为潜山市行政区域，潜山市人民政府驻梅城镇潜阳路370号，潜山市由安徽省直辖，安庆市代管。

## 行政区划
潜山市下辖11个镇、5个乡：
梅城镇、源潭镇、余井镇、王河镇、黄铺镇、槎水镇、水吼镇、官庄镇、黄泥镇、黄柏镇、天柱山镇、塔畈乡、油坝乡、龙潭乡、痘姆乡、五庙乡、潜山经济开发区和旅游度假区。

## 人口
根据潜山市第七次全国人口普查结果，截至2020年11月1日零时，潜山市常住人口为441224人，与2010年潜山县第六次全国人口普查的500292人相比，减少59068人，下降11.81%，年均下降1.25%。

## 特产
潜山市有舒席、雪湖贡藕、胡萝卜、石耳、生姜、天柱剑毫、野葫芦籽等名优特产。天柱山瓜蒌籽为中国地理标志产品。

## 旅游
- 天柱山：以雄、奇、灵、秀的景观著称于世，为中国国家重点风景名胜区、中国国家地质公园、国家5A级旅游景区等。